# فرودگاه داروس آیلند
فرودگاه داروس آیلند (به انگلیسی: D'Arros Island Airport) یک فرودگاه خصوصی است که یک باند فرود چمن دارد و طول باند آن ۱۰۰۰ متر است. این فرودگاه در کشور سیشل قرار دارد و در ارتفاع ۳ متری از سطح دریا واقع شده‌است.